# Одесько-Сімферопольська дієцезія
Одесько-Сімферопольська дієцезія (лат. Dioecesis Odesensis-Sympheropolitana) — дієцезія Римо-католицької церкви в Україні з центром в Одесі. Заснована 4 травня 2002 року шляхом виділення зі складу Кам'янецької дієцезії. Входить до складу Львівської митрополії. Дієцезія охоплює території Криму, Одеської, Миколаївської, Херсонської і Кіровоградської областей.

## Історія
Історія християнства на теренах сучасної Одесько-Сімферопольської дієцезії сягає першого століття нашої ери. За переказом, першим тут проповідував апостол Андрій Первозваний, близько 97 року в Криму прийняв мученицьку смерть святий Климент, Папа Римський. 655 року також на території Криму прийняв мученицьку смерть Папа Мартин I, якого римський імператор вислав у Крим через його принципову позицію проти єресі монофелітів. У IX столітті на причорномор'ї побували святі Кирило і Мефодій.
Після розколу християнської церкви католицький обряд на Причорномор'ї проповідували францисканські й домініканські ченці. У XIII— XIV століттях значна кількість католиків була зосереджена в Генуезьких колоніях, тут були створені католицькі дієцезії з центрами в Каффі та Херсонесі. Із входженням Криму до Османської імперії, вцілілі генуезькі католики були вивезені до Константинополя, католицизм був представлений нечисленними групами вірмено-католиків і католиків із числа полонених поляків у ході воєн з Річчю Посполитою (XVII століття).
З входженням Причорномор'я до складу Російської імперії на цих теренах з'являється значна кількість католиків головним чином із числа переселенців — німців і поляків. 1847 року була заснована Херсонська дієцезія, що охоплювала території Херсонської, Єкатеринославської, Саратовської, Кримської, Астраханської губерній, Кавказьке генерал-губернаторство й Бессарабію. Після Могилевського архієпископства це була найбільша дієцезія в Російській імперії. Однак через протести православного єпископа формальний центр дієцезії було перенесено у Тирасполь, дієцезію назвали Тираспольською, а фактично всі дієцезіальні служби були переведені в Саратов, де також було відкрито духовну семінарію.
1917 Тираспольський єпископ Йосип Кесслер вирішив зробити Одесу місцем перебування єпископа. Сюди ж із Саратова було перенесено духовну семінарію. В часи радянського панування Католицька церква на теренах СРСР зазнавала гонінь, слідом за іншими католицькими дієцезіями 1924 року Тираспольська дієцезія припинила своє існування. Лише з поваленням радянського режиму і розпадом СРСР 1991 року Католицька церква отримала можливість відновити свою діяльність. Частина історичної Тираспольської дієцезії, що опинилася у складі України за розпорядженням папи римського Івана Павла II, була спочатку включена до складу Кам'янець-Подільської дієцезії, а в 2002 році її південно-східна частина виділена в окрему — Одесько-Сімферопольську дієцезію.

## Сучасність
Катедра єпископа розташовується в Одесі. Катедральний храм дієцезії — Собор Успіння Пресвятої Діви Марії. Територія дієцезії має площу 138 000 км ². За даними довідника, стан Католицької ієрархії такий: на 2004 рік у дієцезії налічувалося близько 16 тисяч католиків, 12 священиків і 44 ченці. Очолює дієцезію єпископ Станіслав Широкорадюк.

## Адміністративно-територіальна структура
Деканати:
- Одеський деканат

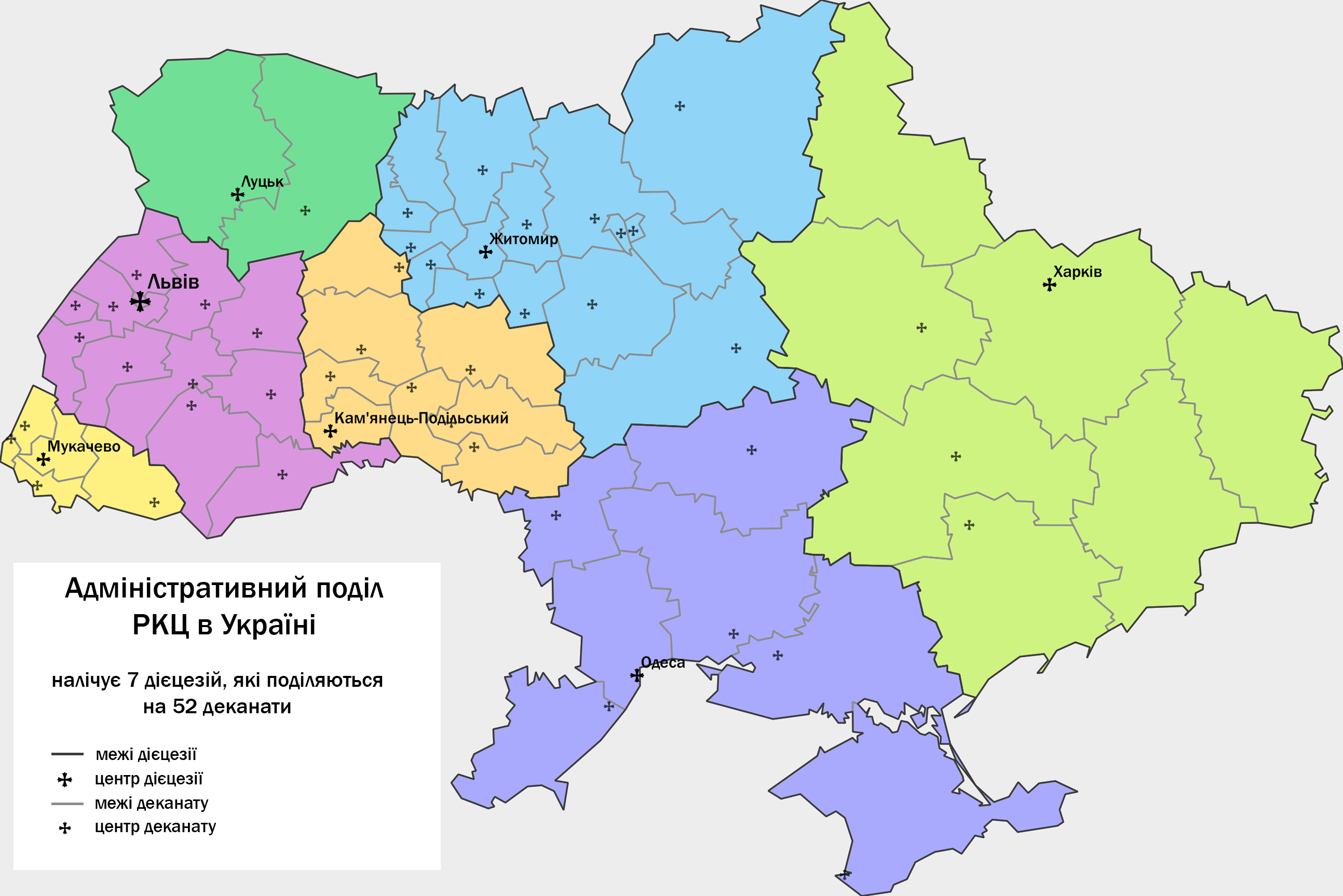
Фіолетовим

  - Кафедральний собор Успіння Пресвятої Діви Марії (Одеса)
  - Костел святого апостола Петра (Одеса)
  - Парафія святого Климента (Одеса)
  - Парафія Матері Божої Фатімської (Одеса)
  - Парафія Матері Божої Неустанної Допомоги (Чорноморськ)

- Балтський деканат
  - Парафія Преображення Господнього (Кодима)

- Білгород-Дністровський деканат
  - Костел Непорочного Зачаття Пресвятої Діви Марії (Ізмаїл)

- Кропивницький деканат
  - Костел святого Духа (Кропивницький)

- Кримський деканат
  - Парафія Успіння Пресвятої Діви Марії (Сімферополь)
  - Парафія Святого Климента (Севастополь)
  - Парафія Святого Мартіна (Євпаторія)
  - Костел Небовзяття Пресвятої Діви Марії (Керч)
  - Парафія Всіх Святих (Феодосія)
  - Парафія Непорочного Зачаття Пресвятої Діви Марії (Ялта)
- Миколаївський деканат
  - Костел святого Йосипа (Миколаїв)
  - Парафія Матері Божої Святого Розарія (Миколаїв)
  - Костел Матері Божої Ченстоховської (Очаків)
  - Каплиця святого Іоана Хрестителя (Первомайськ)
- Херсонський деканат
  - Костел Пресвятого Серця Ісуса Христа (Херсон)
  - Костел Святого Антонія Падуанського (Олешки)
  - Костел Непорочного Серця Пресвятої Діви Марії (Таврійськ)

## Єпископи
- Броніслав Бернацький (2002-2020)
- Станіслав Широкорадюк (з 2020)

## Основні святині

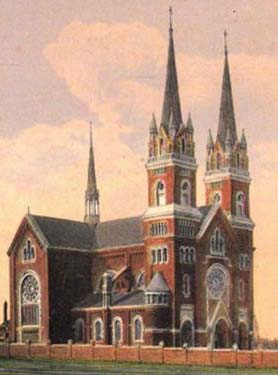
Собор Святого Климента в Одесі (зруйнований)
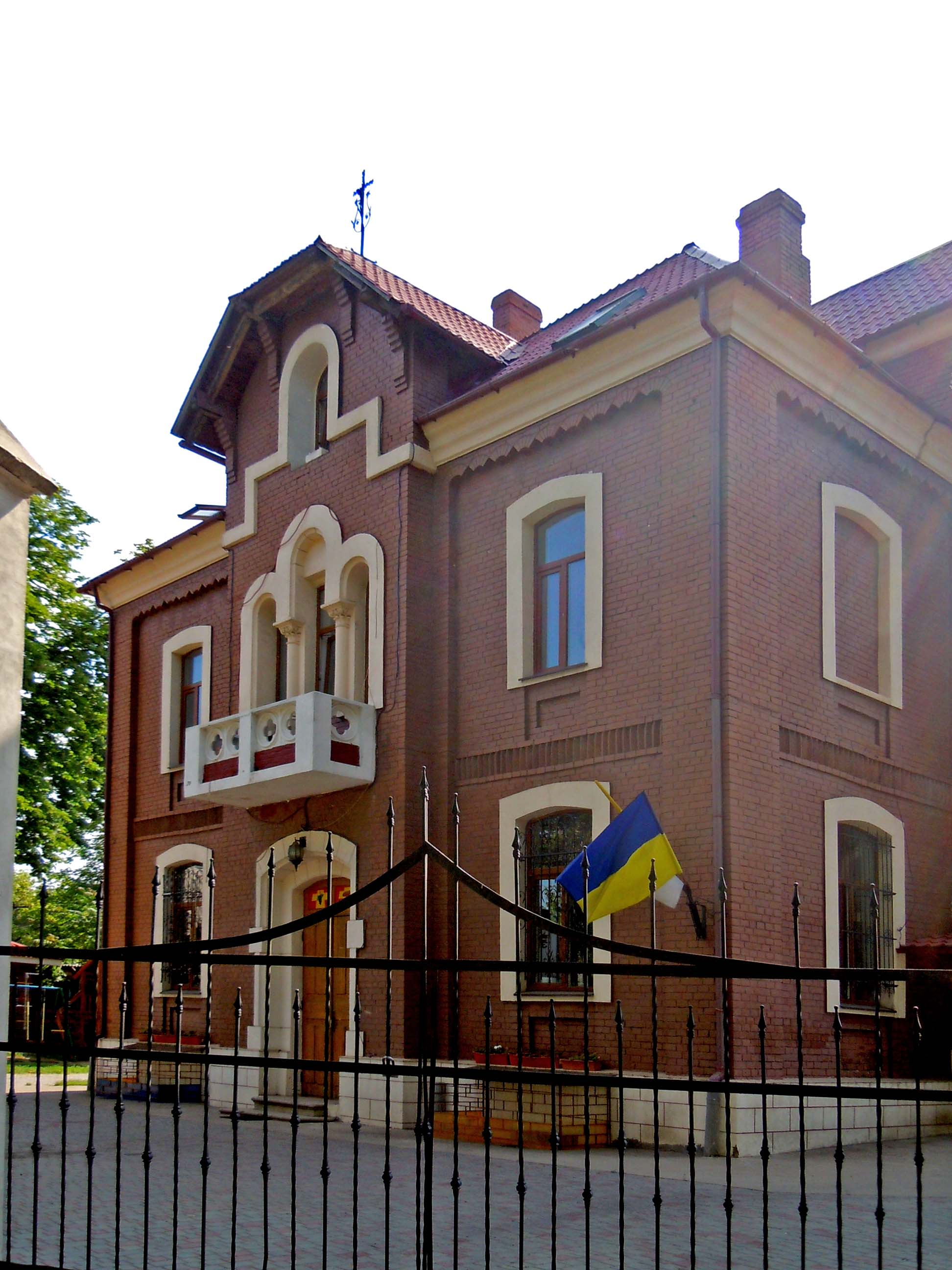
Сучасний костел Святого Климента, раніше будинок притчу при Соборі Святого Климента
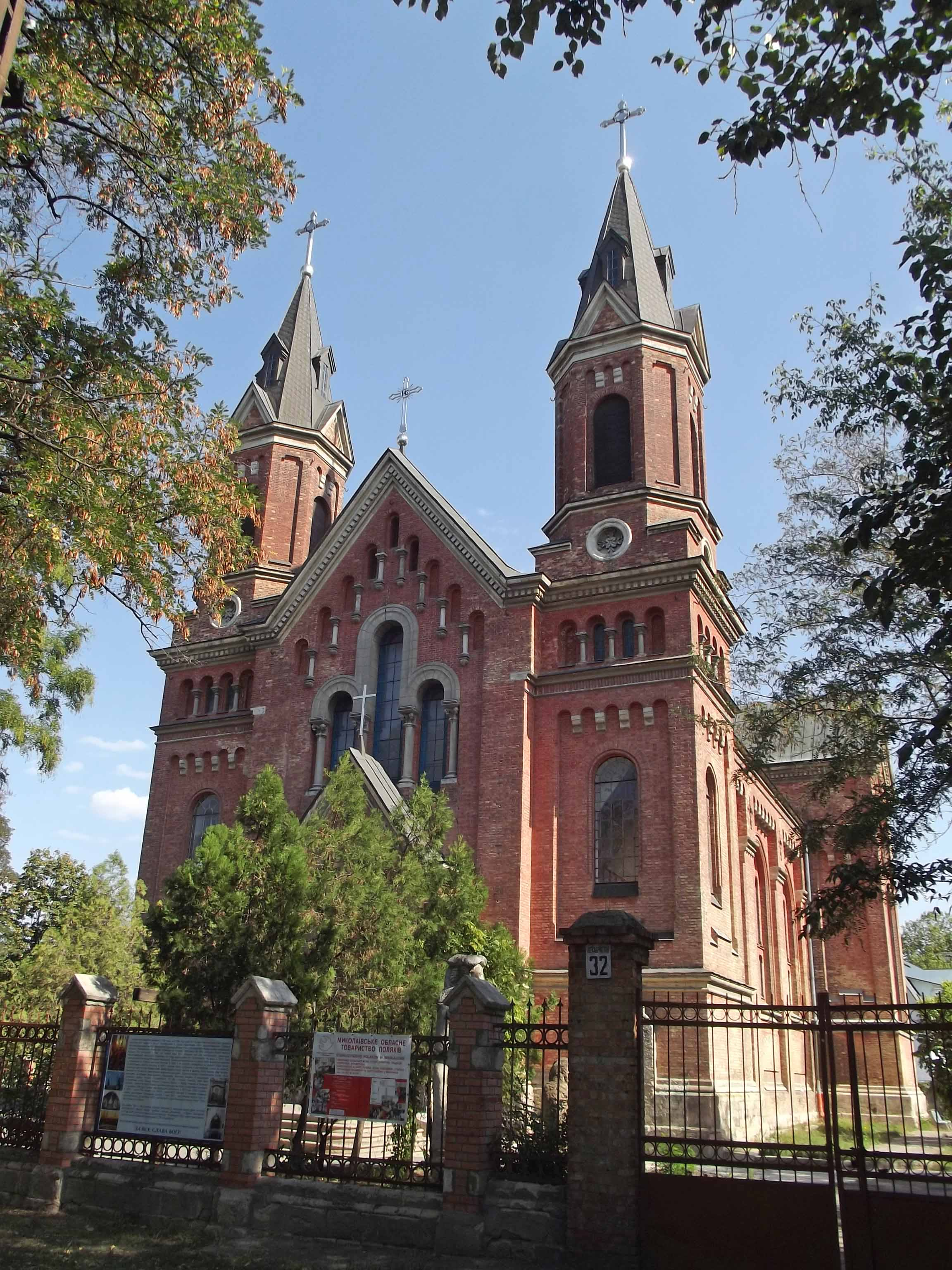
Костел Святого Йосипа в Миколаєві
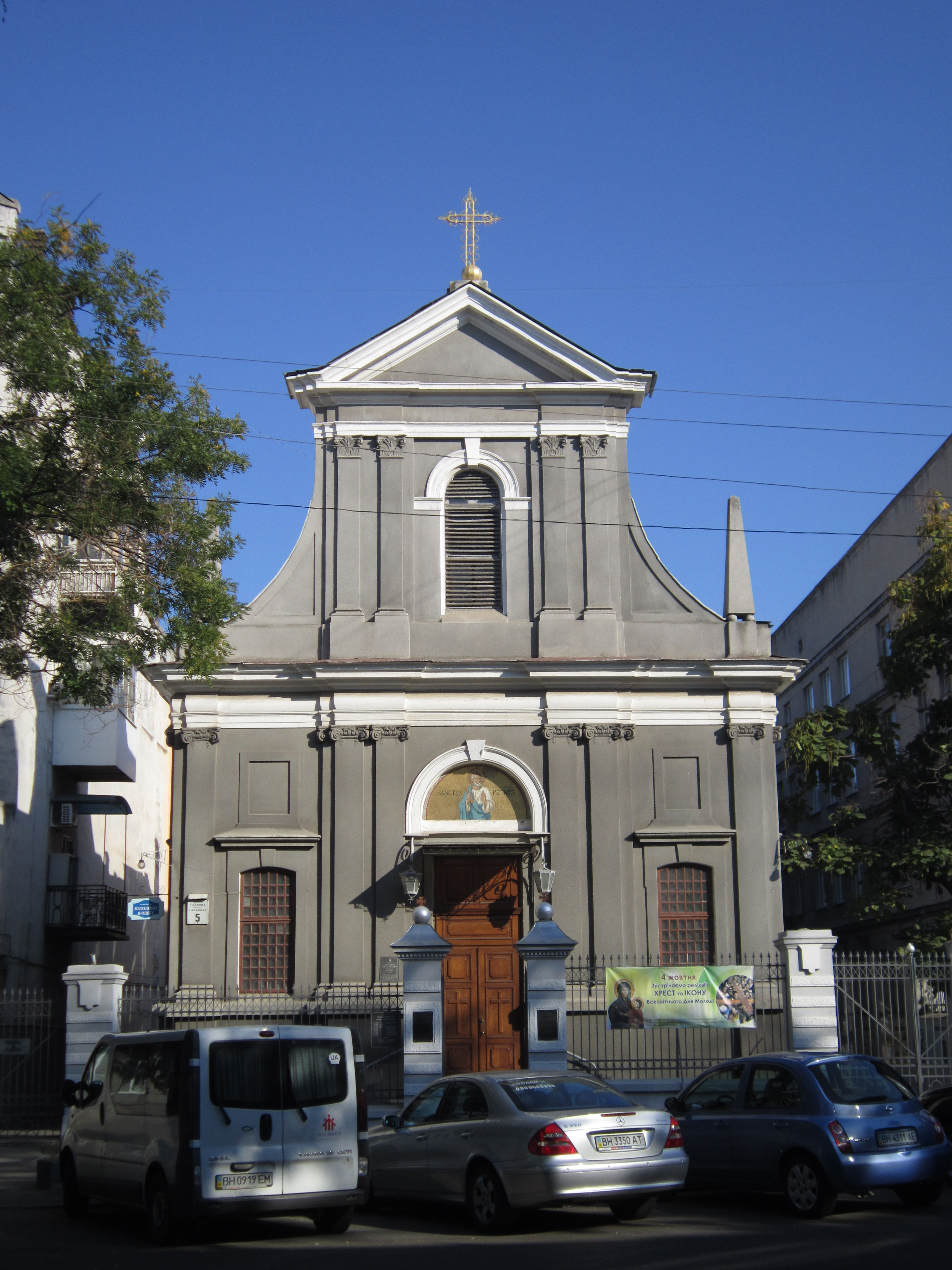
Костел святого апостола Петра в Одесі
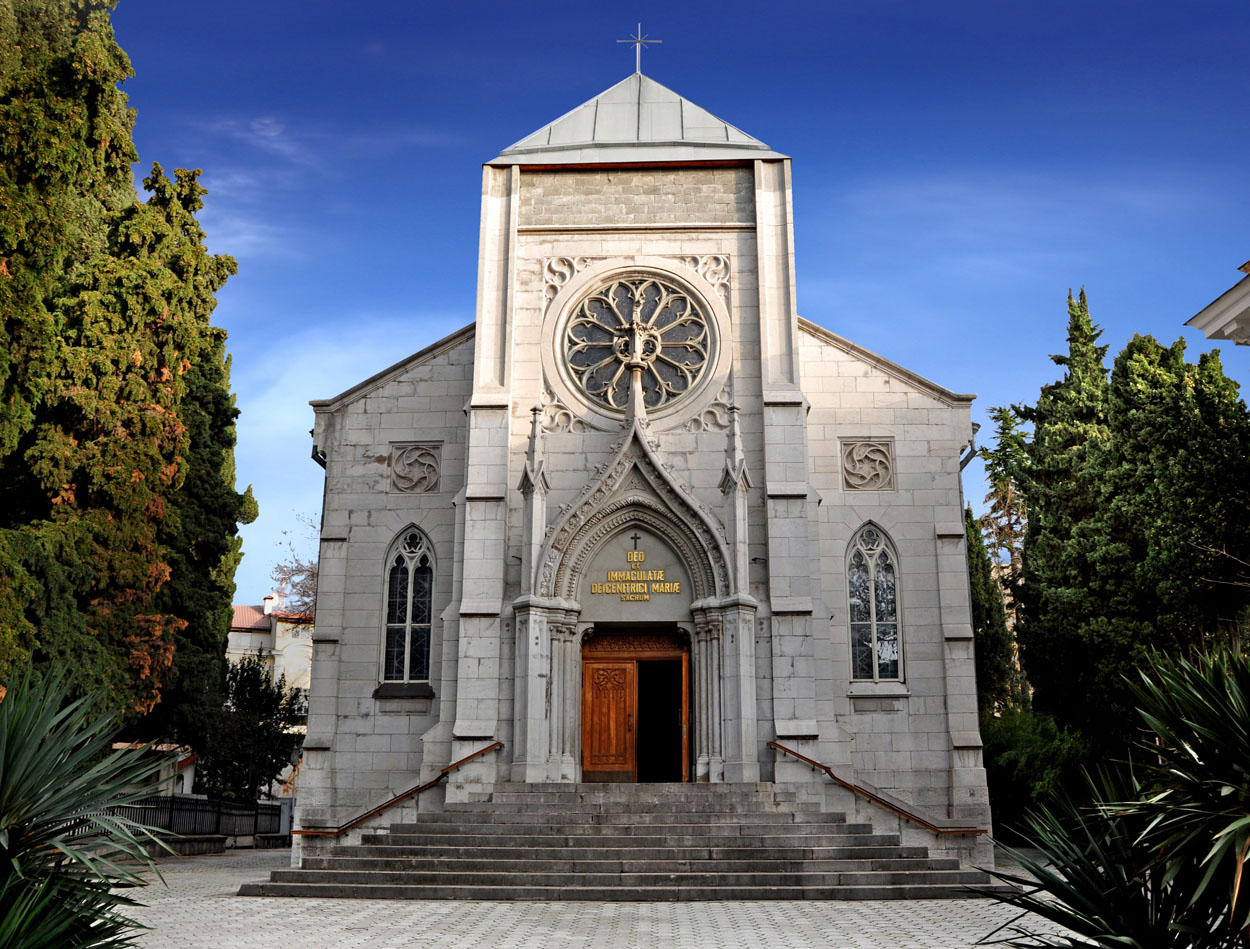
Костел Непорочного Зачаття в Ялті
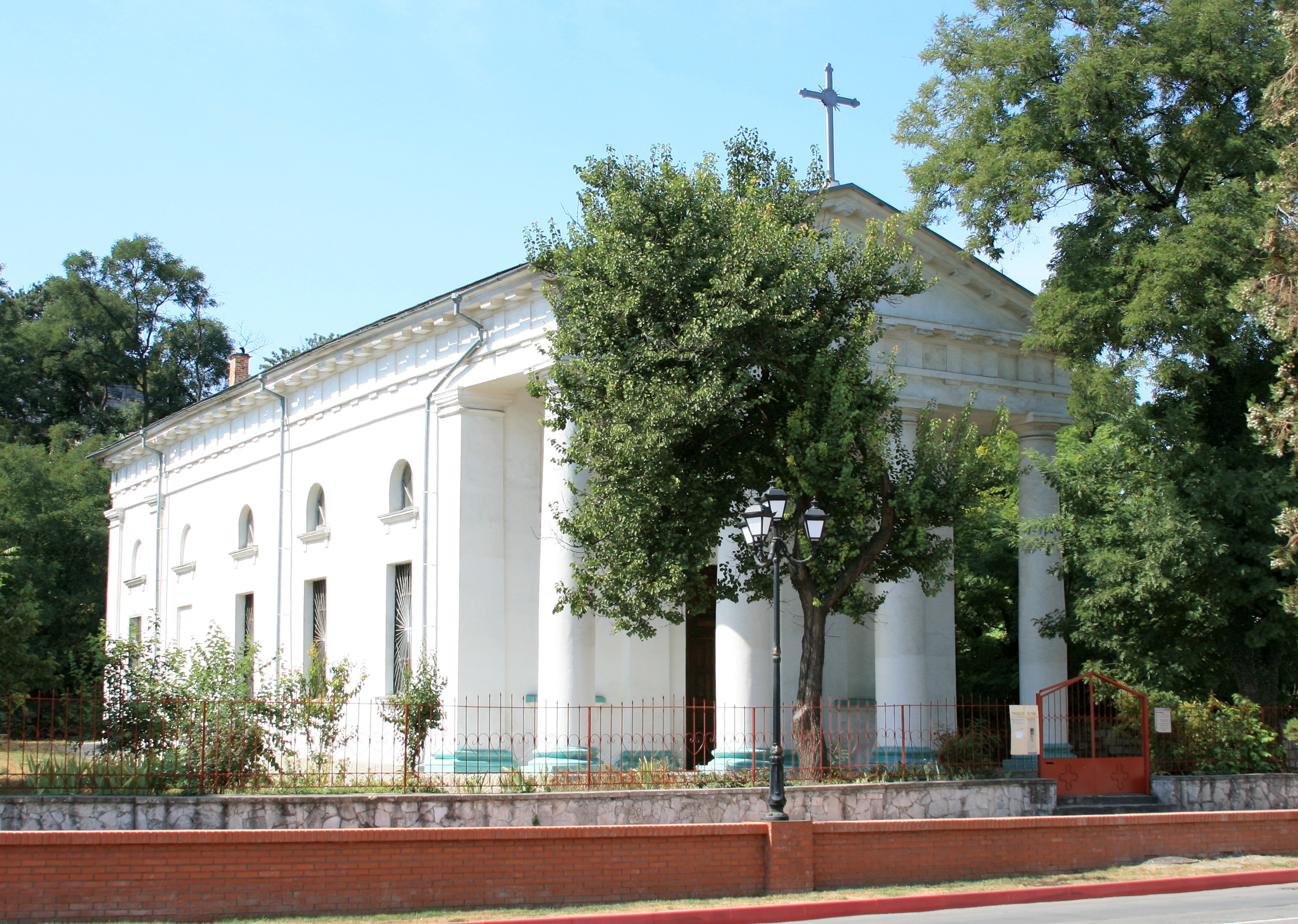
Костел Небовзяття Богородиці в Керчі
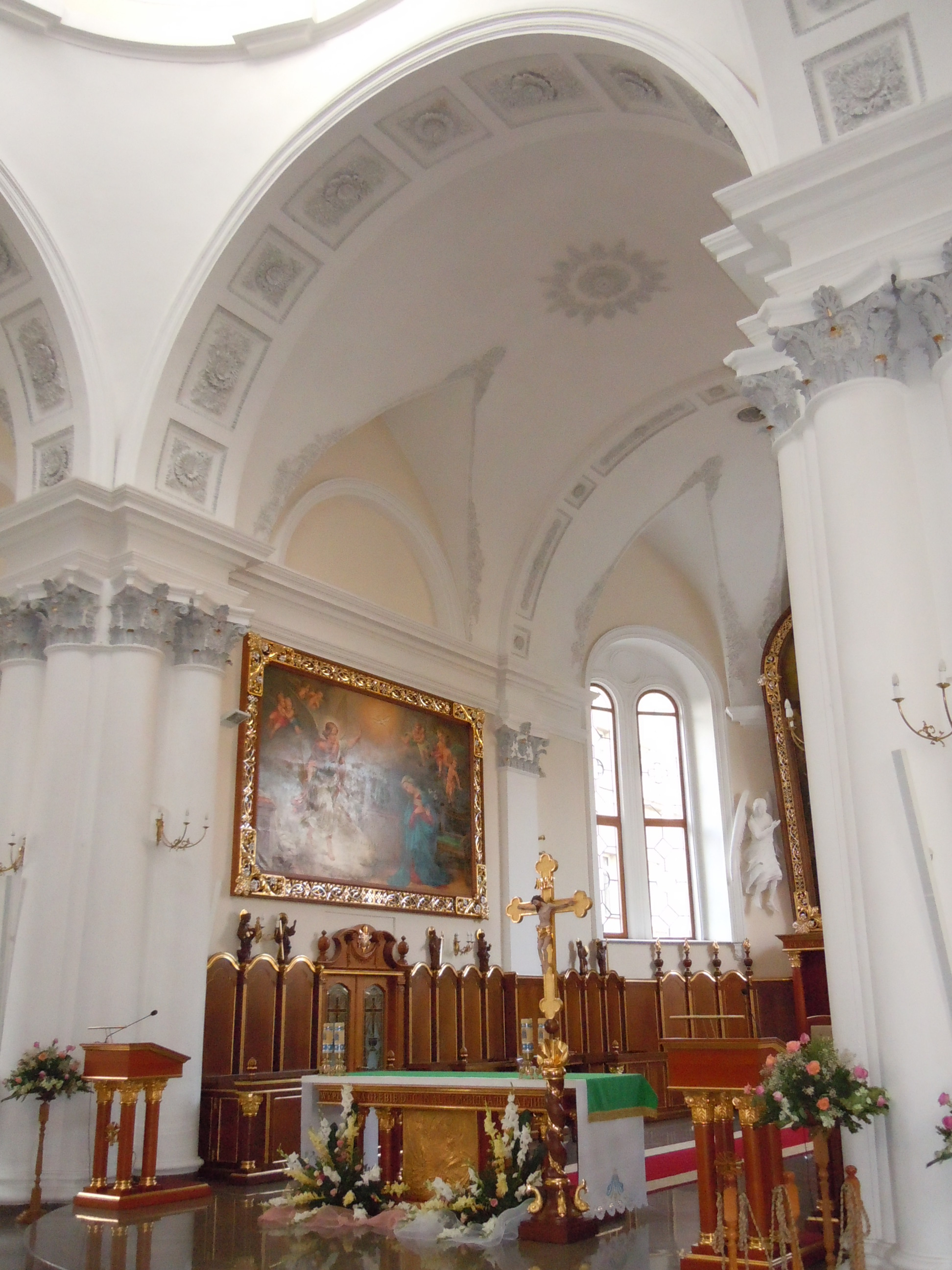
Вівтар Собору Небовзяття Богородиці в Одесі
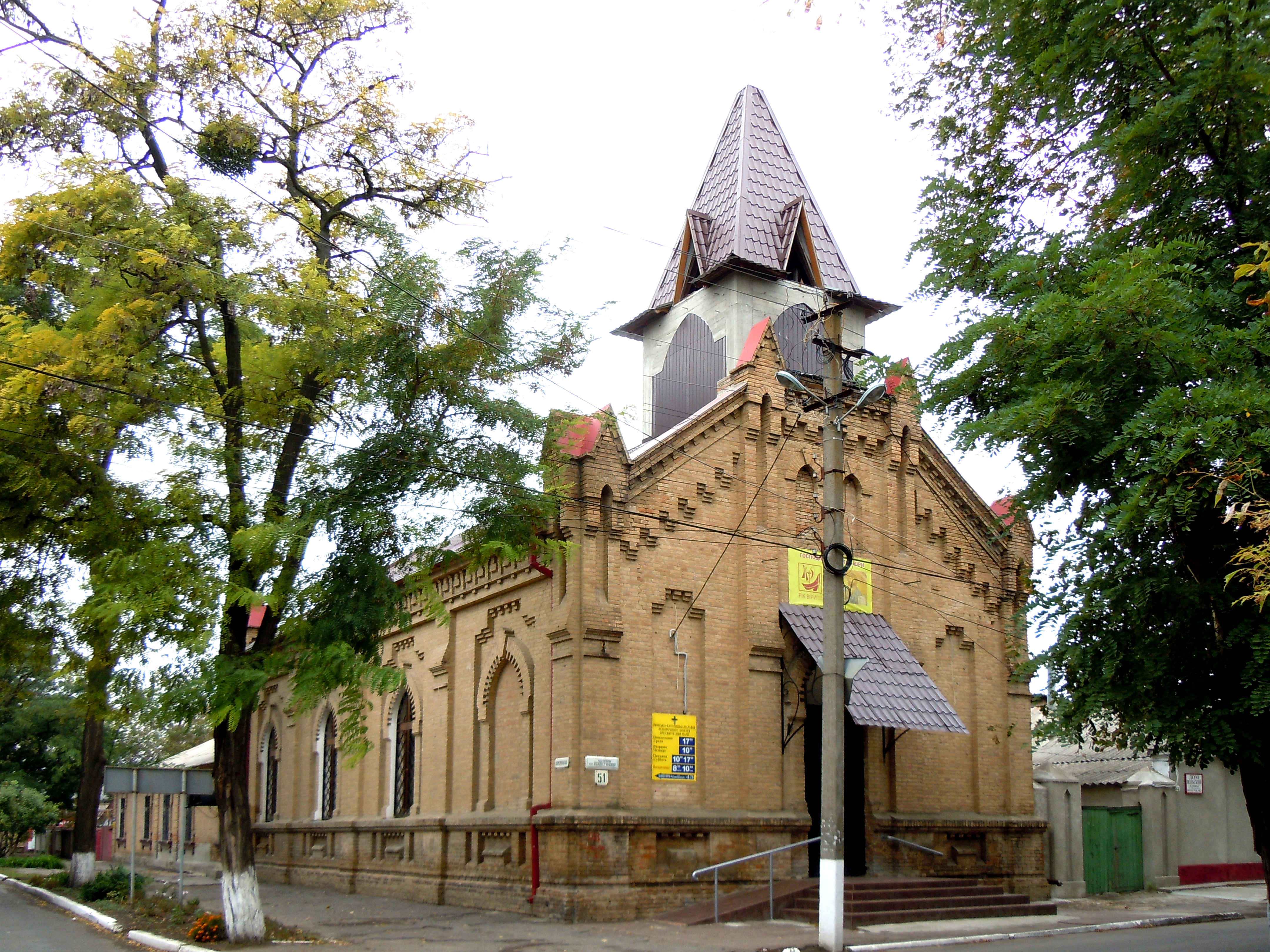
Костел Непорочного Зачаття в Ізмаїлі